# Milagro Sala
Milagro Amalia Ángela Sala (San Salvador de Jujuy, 20 de febrero de 1964) es una activista y dirigente política argentina, conocida por su papel al frente de la Organización Barrial Túpac Amaru, una organización social y política de la provincia de Jujuy. Ha sido una figura destacada del movimiento piquetero argentino, que moviliza a los desempleados y a la clase trabajadora para exigir derechos sociales y apoyo gubernamental. La organización de Sala ha puesto en marcha diversos programas sociales, como iniciativas de vivienda pública, sanidad y educación, al servicio de las comunidades de bajos ingresos de todo el país.
El activismo y la influencia de Sala han suscitado tanto reconocimiento como controversia. Su trabajo con Túpac Amaru atrajo importantes fondos gubernamentales, lo que permitió la construcción de viviendas y el establecimiento de fábricas y escuelas. Sin embargo, se ha enfrentado a acusaciones de corrupción y malversación de fondos, lo que condujo a su detención en 2016 y a los juicios subsiguientes. Su detención suscitó preocupación nacional e internacional por los derechos humanos, y grupos como Amnistía Internacional y las Naciones Unidas pidieron su liberación, argumentando que su detención tenía motivaciones políticas.
En junio de 2017, la Cámara Federal de Casación Penal confirmó la condena. La Sala IV ratificó la sentencia de tres años de prisión de ejecución en suspenso por el delito de daño agravado y revocó el sobreseimiento por el delito de amenaza.
La Corte Suprema pidió con carácter urgente medidas para que se cumpla con lo ordenado por la CIDH en cuanto al arresto domiciliario de Milagro Sala y para salvaguardar su vida y estado de salud. En noviembre de 2018, la Corte Suprema dejó firme la condena a tres años de prisión en suspenso en ocasión de un escrache contra Gerardo Morales.
En enero de 2019, Sala fue condenada a 13 años de prisión, en el Tribunal en lo Criminal N°3 de Jujuy, por fraude a la administración pública y extorsión en concurso real por el desvío de fondos de $60.000.000 del estado destinados a la construcción de viviendas sociales. El 16 de diciembre de 2022, tras haber sido elevada a juicio oral en 2021, la Corte Suprema ratificó la condena, calificándola como «jefa de la Asociación ilícita».

## Biografía
Milagro Sala nació en San Salvador de Jujuy en 1964 y fue abandonada en una caja de cartón frente a un hospital. Fue adoptada por una familia de clase media que la crio en el barrio Bajo Azopardo. Según una nota periodística, su madre adoptiva era peronista, y recordaba como un hecho importante haberle escrito una carta a Eva Perón (primera dama de la Nación) y en consecuencia haber recibido desde la Fundación Eva Perón una máquina de coser para trabajar.
Hasta su adolescencia, Sala vivió en una familia de clase media en la que fue tratada como una hermana más, y heredó el carácter duro de su madre.
A los catorce años,
Milagro Sala descubrió que había sido adoptada; huyó de su familia adoptiva para vivir en la calle. Vivió por años en la pobreza, en un ambiente marginal. Su único contacto con su familia era su madrina, a la que llamaba "mi abuela", que lograba ampararla ocasionalmente. De acuerdo con su propio relato, se dedicaba al robo en pequeña escala y la venta de cocaína, y los vecinos la respetaban porque repartía el producto de sus robos con todos. También afirma que, pese a que comercializaba droga, ella nunca se drogó.
Muy joven, sin embargo, logró formar un grupo de danzas folclóricas, Los Nativos Jujeños, con los que llevó adelante varios espectáculos, y hasta viajaron a la provincia de Córdoba para una función.
A los dieciocho años fue arrestada debido a que se la vinculó con un robo, y luego se le abrió una causa por amenaza de homicidio, robo, asociación ilícita y prostitución.
En la cárcel organizó una huelga de hambre cuyo resultado fue que se permitiera cocinar a las presas, para lograr una mejor alimentación a igual costo. Tras ocho meses fue absuelta debido a la falta de pruebas en su contra y fue indemnizada por el Estado por los meses que había estado presa.
La situación extrema de la cárcel, asociada a diversos sentimientos de injusticia, la llevó a la militancia social y política:

Cuando estaba en la cárcel me puse a pensar que así como el poder era injusto conmigo, con cuántos chicos humildes también era injusto. La Justicia es justa con los que tienen plata, y con los que no tienen, no. Entonces me juré ahí en la cárcel que el día que saliera iba a luchar para que no hubiera más injusticia. Hoy en la delegación de Jujuy son casi todos jóvenes, con algunas mamás. Los jóvenes son los que están poniendo el pecho y aprendiendo. Si en algún momento robaban, se drogaban o dejaban de estudiar, estos jóvenes están cambiando.
Milagro Sala

En su juventud, vivió un tiempo en la sede de la Juventud Peronista de San Salvador de Jujuy. Más adelante tuvo su primer empleo en la gobernación como mensajera del gobernador Carlos Snopek.
Sala recompuso su vínculo con su madre, que falleció en agosto de 2014.
Tras varios años de convivencia, en septiembre de 2014 contrajo matrimonio con Raúl Noro,
periodista, quien trabajó en Buenos Aires en el diario La Nación. Raul Noro falleció el 6 de agosto de 2023 a los 80 años de edad.
A los veinticinco años adoptó a doce chicos de la calle como hijos propios. Tiene también dos hijos biológicos y ha convivido con varios niños en su casa, aunque sin que rompieran el vínculo con sus madres, que por distintas razones no los podían criar.

## Trayectoria como dirigente social y política
Sala comenzó su militancia como delegada en la seccional local del sindicato ATE, que forma parte de la CTA. Durante la presidencia de Carlos Menem, en la década de 1990, estuvo al frente de la organización barrial de la CTA que a partir de 1999 tomaría el nombre de Organización Barrial Túpac Amaru, en la cual coordinó acciones con otras entidades como la Corriente Clasista y Combativa (CCC) y el Frente de Gremios Estatales. Más tarde la organización barrial de la CCC, conducida por el "Perro" Santillán, y la organización barrial de la CTA, conducida por Milagro Sala, a pesar de cooperar durante los primeros cortes de ruta, entraron en un período de competencia y conflicto.
En 1998 comenzaría sus actividades en los márgenes de la ciudad de San Salvador de Jujuy con la organización de «copas de leche», nombre genérico con el que se conocen a los centros comunitarios, que en un principio fueron únicamente para proveer alimento a los niños, y que posteriormente pasaron a brindar además servicios de tipo social como ayuda escolar o talleres de capacitación.

### Organización Barrial Túpac Amaru

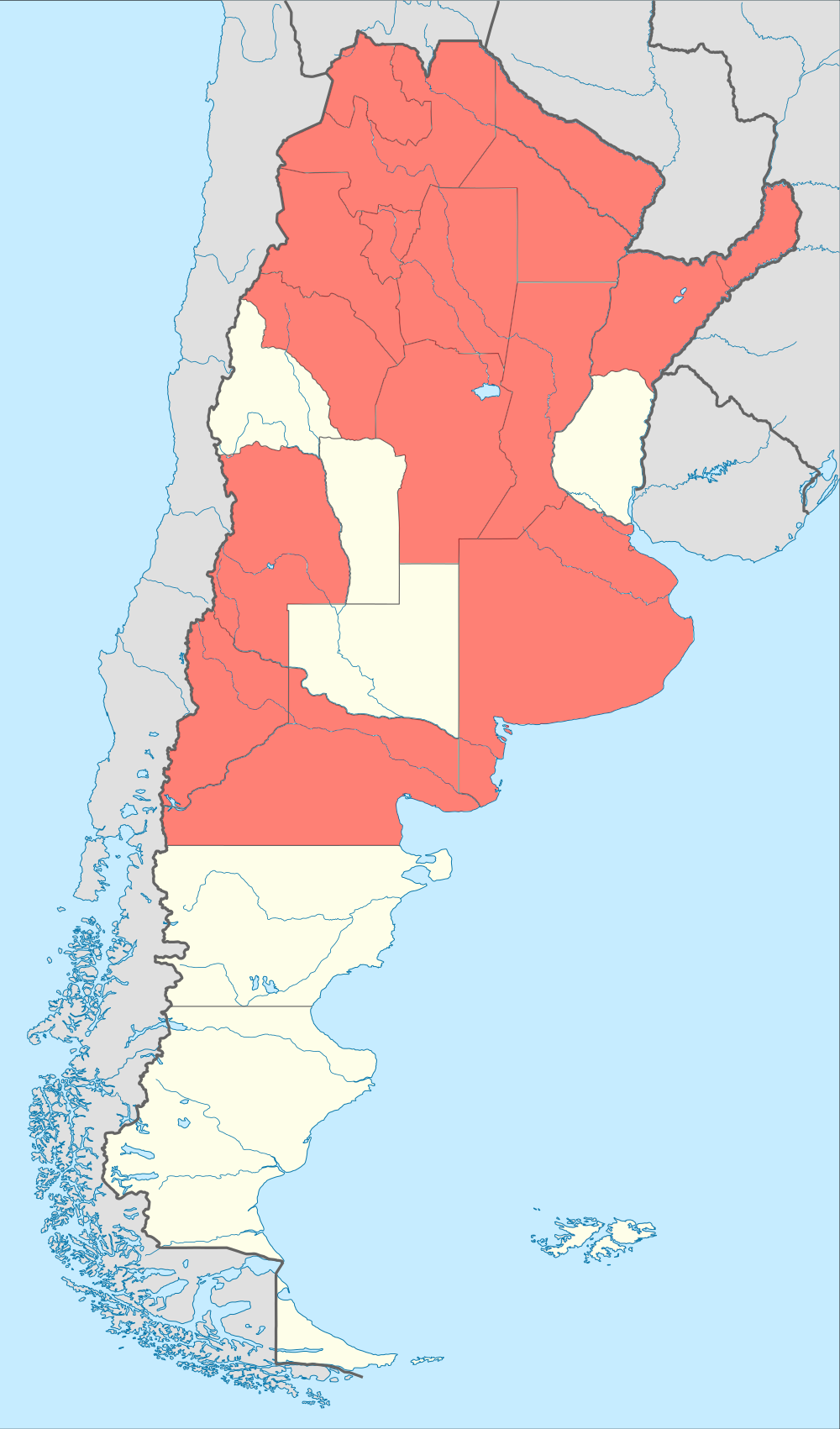
Provincias donde la Organización Barrial Túpac Amaru tiene presencia

La organización se identifica con las figuras históricas de Túpac Amaru, el Che Guevara y Eva Perón, a quienes ha incorporado a su simbología.
La Túpac Amaru se caracteriza por defender la inclusión de minorías, como el colectivo LGBT y los pueblos indígenas, teniendo como modelo político a Evo Morales.
Se distingue por su amplio entramado de provisión de bienes, servicios y derechos en las áreas de trabajo, seguridad social y pensiones, salud, educación y recreación para sectores populares informales, otrora desprotegidos por el Estado.
Ha continuado con la organización de las «copas de leche», que en 2016 llegaban a más de 1200 en la provincia de Jujuy,
además de construir más de 8000 soluciones habitacionales en la provincia, un parque acuático, un parque temático, un centro cultural, escuelas de nivel primario, secundario y un ciclo terciario de formación profesional donde sus integrantes terminan los estudios y obtienen títulos legales. Asimismo ha creado fábricas textiles y de construcción de bloques. En cuanto a los servicios de salud, ha creado una obra social, cuenta con centros de atención primaria, farmacias y consultorios equipados con tecnología superior a la existente en hospitales públicos, además de un centro para atención de discapacidades de cinco mil metros cuadrados. Periódicamente, la Túpac Amaru realiza campañas de prevención con ambulancias de alta complejidad y personal propio.
Si bien la organización apoyó diversas actividades que demostraron una adhesión al Gobierno nacional de Cristina Fernández de Kirchner,
se define a sí misma como de carácter autónomo. Esto se debe a que ha tenido diferentes tipos de relación con los diversos niveles gubernamentales: de colaboración con el Gobierno nacional, de competencia o conflicto con el provincial y mixtos con los municipales. «El vínculo con el kirchnerismo es leído por la organización, por un lado, en términos instrumentales (en tanto posibilitador de nuevos recursos) y por otro lado, como construcción estratégica, entendiendo al estado como un espacio de resistencia y construcción política. En síntesis, es posible observar un marcado rol activo de los integrantes de la organización al procesar las oportunidades políticas que se configuran con la llegada de los gobiernos kirchneristas, no solo percibiéndolas y aprovechándolas, sino también redefiniendo sus acciones y creando nuevas oportunidades y sentidos».

### Partido por la Soberanía Popular
En 2012, mediante una asamblea el movimiento Túpac Amaru decidió la creación de un partido político denominado Partido por la Soberanía Popular a partir del año 2013.
El Partido por la Soberanía Popular fue reconocido por la provincia de Jujuy en mayo de 2013.
El partido presentó ante la Justicia Electoral un récord histórico de afiliaciones en la provincia mediante la inscripción de más de 73 000 fichas de afiliados.
El partido se ha presentado dentro del Frente Unidos y Organizados, permitiendo el ingreso de seis diputados provinciales y una serie de concejales en distintas localidades de la provincia en los primeros dos comicios de los que participaron (2013-2015). Con 48 243 votos (12% del total) en 2013 y 27 322 votos (8%) en 2015 se convirtieron en la tercera y cuarta fuerza electoral de la provincia, respectivamente.
En 2013, Sala fue elegida como diputada de la provincia de Jujuy y en 2015 fue elegida como parlamentaria del Mercosur.

### Intento de asesinato
El 21 de octubre de 2013, en plena campaña como candidata a diputada provincial, Sala sufrió un ataque a balazos y dos de sus militantes resultaron heridos. Se logró detener a tres de los atacantes, pero el resto se fugó.
El senador Gerardo Morales afirmó que se habría tratado de un «enfrentamiento entre mafias», mientras el esposo de Sala, Raúl Noro, dijo que «no hubo un enfrentamiento, hubo emboscada y atentado contra Milagro Sala y contra la Túpac».
Al día siguiente, el fiscal Lozano afirmó a los medios que el hecho había sido una «emboscada» con intención de matar, e hizo hincapié en que ―hasta que la Justicia levantara el secreto de sumario― se debía mantener la reserva de los nombres de los sospechosos que no habían podido ser detenidos para no afectar su búsqueda. Horas después, Morales brindó una conferencia de prensa en la que divulgó los nombres de los sospechosos fugitivos.
Milagro Sala y el abogado de la organización Túpac Amaru, Luis Paz, responsabilizaron al senador Morales por el intento de asesinato, asegurando que los autores materiales del ataque «son los mismos que pintan y ponen pasacalles para los radicales».
Uno de los detenidos era empleado de la municipalidad de San Salvador de Jujuy, de gestión radical.

## Críticas

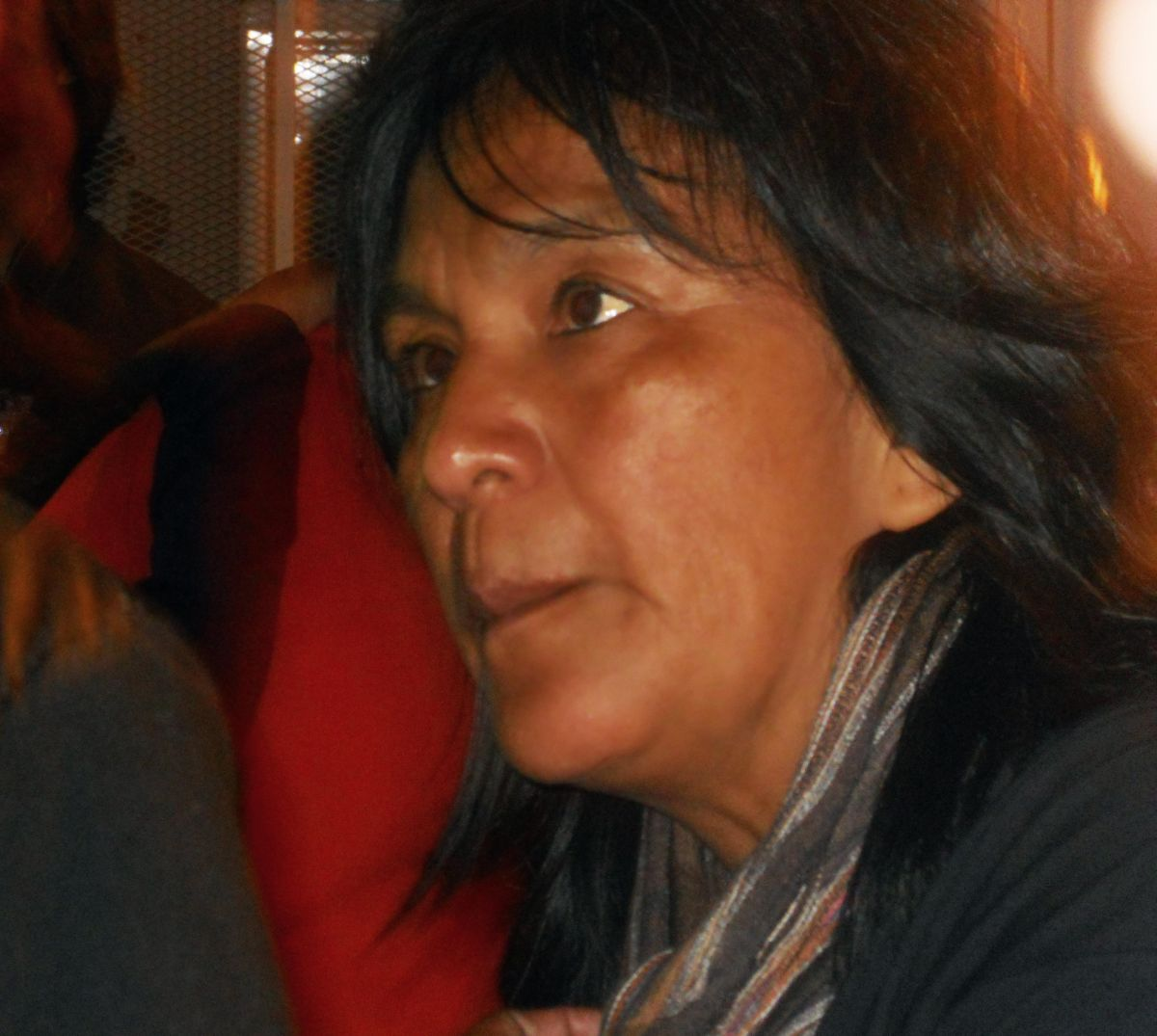
Milagro Sala en el funeral de Néstor Kirchner (Buenos Aires, 28 de octubre de 2010).

Milagro Sala ha sido criticada por supuesta corrupción y violencia social. Algunos medios han dicho que Sala «concentra ilegítimamente el poder y acumula recursos estatales, malversa fondos y logra, por medio de la violencia, perpetuar su poder». Asimismo, se ha calificado a Sala como una "militante iracunda".
En diversas ocasiones se le atribuyó a Milagro Sala, como líder de la organización Túpac Amaru, haber construido una red clientelar que conformó una suerte de "estado paralelo", sin control por parte de las autoridades, que de este modo avalaban su accionar.
Para construir y sostener dicha red, se habrían desviado fondos destinados a las cooperativas de vivienda administradas por la Túpac Amaru y diversos planes sociales.
El equipo periodístico de Jorge Lanata denunció haber sido agredido mientras filmaba en el barrio El Cantri de Alto Comedero, y que le habrían robado el material de filmación, hecho que fue reconocido por Sala, quien unos días más tarde se disculpó ante Lanata.
Carlos "Perro" Santillán ―quien coordinara acciones con Milagro Sala como líder de la Corriente Clasista y Combativa (CCC) hasta fines de la década de 1990― afirmó que Milagro Sala instaló en Jujuy la «narcopolítica», organizó «un grupo paragubernamental» con el objeto de «reprimir trabajadores», y era quien de hecho gobernaba la provincia, instalando una suerte de «terrorismo de Estado».
En distintas oportunidades, se atribuyeron a Milagro Sala y otros referentes de la Túpac Amaru actitudes despóticas o dictatoriales en el marco de la fuerte disciplina impuesta dentro de la organización, y conductas discriminatorias por privilegiar las demandas de miembros de la organización frente a demandas similares de personas o grupos externos a ella, por ejemplo en los servicios brindados por los centros comunitarios o ante situaciones de urgencia vinculadas a la salud.
A la organización se la ha comparado, a forma de crítica, con un batallón militar, esclavos u ovejas, debido a se equipara en cualquiera de estos conceptos la supuesta falta de agencia individual y colectiva por parte de los militantes.
En un primer momento los militantes eran mencionados en diferentes medios de comunicación como «piqueteros», pero con el correr del tiempo en algunos medios se refieren a ellos como «fuerzas de choque» o «grupos violentos».
Según sus defensores, las críticas a Sala contienen un «fuerte componente racista, machista, clasista y xenófobo», ya que en gran parte de los comentarios se logran identificar «la no adscripción a lo que se espera de una mujer pública, con cuestiones de sexualidad, atravesada por la raza, la etnia, la clase y la educación». Así, se la ha acusado por «el uso de la violencia, las armas y una marcada "ausencia de feminidad"», así como también de ser una «falsa india».

## Detención

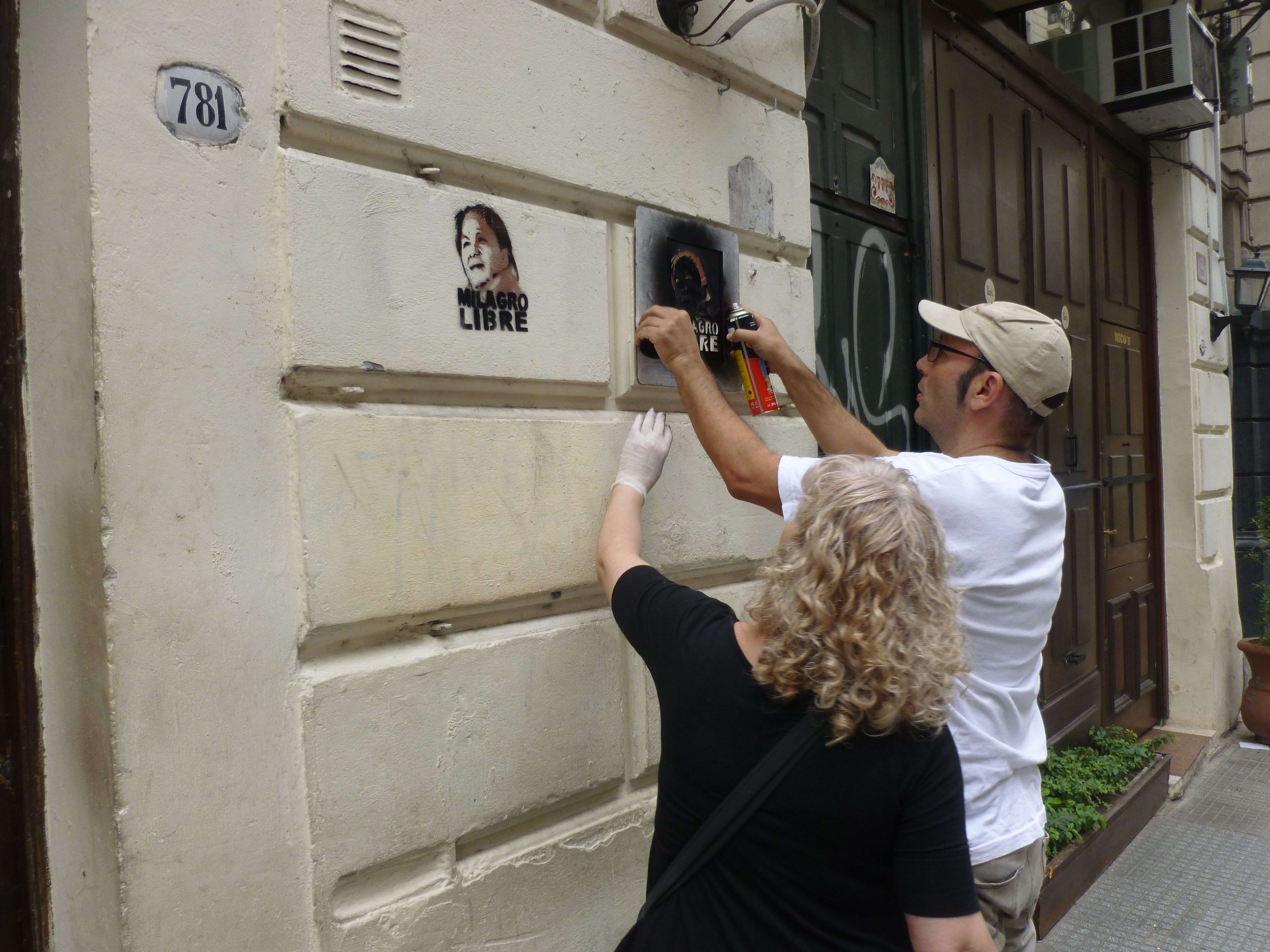
«Milagro libre». Pintada de militantes pidiendo la libertad de Milagro Sala en la Marcha Anual por los Derechos Humanos, en Buenos Aires, el 24 de marzo de 2016.

En enero de 2016, Milagro Sala fue detenida en San Salvador de Jujuy, acusada por el Gobierno de la provincia de Jujuy de «instigación a cometer delitos», «tumultos» y «sedición» debido a un acampe de protesta contra el gobernador de la provincia Gerardo Morales.
A los pocos días de detenida, el fiscal del Estado provincial, Miranda, amplió la denuncia a Sala para incluir «asociación ilícita, fraude y extorsión». Luego, fue liberada por la primera causa, pero en el mismo acto fue ordenada su prisión preventiva por la nueva acusación.
La forma y el motivo de la detención ha sido ampliamente criticada por personalidades nacionales e internacionales y calificada como una detención arbitraria.
En concordancia, la Procuraduría de Violencia Institucional resolvió que efectivamente Milagro Sala está privada ilegalmente de su libertad.
Asimismo, Amnistía Internacional exigió su inmediata liberación.
En el mismo sentido se expresó la OEA (Organización de los Estados Americanos).
En octubre de 2016 el Grupo de Trabajo sobre Detención Arbitraria del Consejo de Derechos Humanos de las Naciones Unidas ―a partir de la denuncia al Grupo de Trabajo sobre la detención de Sala y luego de la respuesta del Gobierno federal de Mauricio Macri― emitió una opinión que «solicita al Gobierno de la República Argentina liberar de inmediato a la señora Milagro Sala, y conceder una reparación adecuada, incluida una compensación».
El Gobierno cursó invitaciones a ambos organismos a fin de que sus representantes visiten el país y tomen conocimiento directo de las causas.
En 2017 se conocieron correos electrónicos que dan cuenta de la coordinación entre el gobernador, el fiscal del Estado provincial, el representante de Derechos Humanos del ministerio de Relaciones Exteriores, y la presidenta del Superior Tribunal de Jujuy con el objetivo de «justificar el mantenimiento de la prisión preventiva» de Milagro Sala.

### Causas judiciales
Sala había sido denunciada ante la justicia en numerosas oportunidades. La mayor parte de ellas, unas 60 causas, prescribieron con el paso del tiempo, y en siete de ellas ha sido sobreseída. El juez que la sobreseyó en esas causas, Francisco Aróstegui, está imputado por la supuesta comisión de los delitos de «prevaricato, denegación de justicia, abuso de autoridad y encubrimiento en concurso real» por su accionar.
Luego de su detención en 2016, Sala ha sido imputada en nuevas causas y enjuiciada en algunas de ellas. La Organización Barrial Túpac Amaru afirmó que desde el Gobierno provincial se intenta intimidar a cooperativistas para que declaren contra Milagro Sala.

#### Condena por escrache
En octubre de 2009, el entonces senador de la Unión Cívica Radical (UCR), Gerardo Morales fue escrachado durante una conferencia realizada en Jujuy. Morales acusó del escrache al Gobierno nacional y a Milagro Sala en particular.
Asimismo, denunció a la dirigente por «lesiones y daños en propiedad privada».
Luego se supo que Sala no se encontraba en la provincia en la fecha del escrache y que un dirigente de Mocaju (Movimiento Campesino de Jujuy) se reconoció públicamente como el ideólogo del escrache.
Finalmente, Sala fue imputada por «daño agravado y amenazas simples» en el grado de «instigación».
Sala, junto al resto de imputados, ofreció realizar tareas comunitarias en la Secretaría de Prevención de la Drogadicción de Jujuy y la donación de 10 000 pesos, lo que en octubre de 2015 fue aceptado por el fiscal de la causa, pero rechazado por el juez de la causa y la Cámara de Casación.
La causa fue declarada prescrita debido al tiempo que pasó desde el hecho, pero luego la misma Cámara de Casación decidió reabrir la causa bajo el delito de «amenazas coactivas» (un delito que reviste una condena superior al de «amenazas simples», por lo cual no se encuentra prescripto).
En noviembre de 2016 el gobernador Gerardo Morales solicitó que el juicio se inicie en un plazo mínimo, y el Tribunal Oral Federal de Jujuy accedió, ordenando que el 15 de diciembre de 2016 se inicie el juicio oral.
En diciembre de 2016, en el marco de la detención de la dirigente, se realizó el juicio por los delitos de amenazas y daños, acusada de «instigadora».
Durante el juicio, se comprobó que Milagro Sala no se encontraba en el escrache y únicamente un testigo indicó a Sala como «instigadora», René Arellano. El testigo se declaró en el juicio como «desocupado», sin embargo la defensa de la dirigente presentó un informe que prueba que había ocultado en el juicio que ―desde mediados de 2016― es empleado del Gobierno de Gerardo Morales, por lo cual la sentencia se retrasó cinco días.
Además se descubrieron varias incoherencias en sus testimonios.
El 28 de diciembre el Tribunal Oral Federal de Jujuy condenó a Sala como instigadora del escrache y de los daños a tres años de prisión en suspenso y declaró prescripto el delito de amenazas. Los fundamentos de esa condena se dieron a conocer más de un mes más tarde, el 3 de febrero de 2017.
La sentencia fue apelada por ambas partes, y el 22 de junio de 2017, la Cámara Federal de Casación Penal confirmó la sentencia, rechazando las objeciones contra el testimonio de Arellano, afirmado que su relación de dependencia respecto del gobierno provincial «no le quita veracidad a su declaración»; además la Cámara hizo lugar al recurso de casación del gobernador Gerardo Morales, y revocó los sobreseimientos por prescripción del presunto delito de amenaza que había sido desestimado por el juzgado federal de Salta, ordenando al mismo dictar una nueva sentencia por esta causa.
A pedido de la defensa de Milagro Sala, el fiscal Javier de Luca apeló la sentencia ante la Corte Suprema de Justicia de la Nación. En noviembre de 2018, la Corte Suprema de la Nación ratificó la condena y la dejó firme.

#### Acusación por tentativa de homicidio
En el año 2007 se produjo un tiroteo en la vía pública en el barrio San Francisco de Alava de la capital jujeña, a consecuencia del cual una niña de once años que estaba en el lugar resultó gravemente herida de un balazo, por lo que se abrió una causa por «homicidio en grado de tentativa». Alberto Cardozo, vinculado a Milagro Sala, acusó a Jorge Páez y Fabián Ávila ―también presuntamente vinculados a Sala― de disparar contra él e intentar asesinarlo; el segundo fue arrestado, mientras Páez permaneció prófugo varios años. Durante la investigación, cinco testigos ―entre ellos dos policías― declararon haber visto a Páez bajar de un auto y disparar un arma.
En febrero de 2016, cuando Sala ya se encontraba detenida, el juez de la causa, Pablo Pullen Llermanos, procesó por encubrimiento, y solicitó la prisión preventiva a Sala por considerar que «favoreció» a Jorge Páez.
En el mismo mes, Páez fue capturado y declaró como imputado que el ataque contra Cardozo había sido planificado en una reunión con Sala, y que él no había descendido del auto ni llevaba armas el día del enfrentamiento.
A partir de esa declaración, el juez primero benefició con arresto domiciliario a Páez y luego lo sobreseyó de la causa.
Asimismo, dispuso la prisión preventiva del denunciante de la causa, Alberto Cardozo, y el arresto de otras dos dirigentes de la Organización Túpac Amaru, que fueron liberadas en noviembre de 2016.
Ávila, quien en sus declaraciones desvinculó a Milagro Sala de los hechos, continúa detenido.
Cardozo denunció que fue torturado por el personal del servicio penitenciario de la provincia para que declarara contra Milagro Sala.
Asimismo, se ha vinculado con este apriete el homicidio del sobrino de Cardozo, Nelson Mariano Cardozo, quien fue hallado ahorcado en la cárcel donde se encontraba detenido; la autopsia reveló que murió producto de golpes, y que quienes lo asesinaron intentaron «simular su suicidio». Por esta causa han sido detenidos ocho oficiales del Servicio Penitenciario de Jujuy.
En diciembre de 2016, el mismo juez modificó la carátula de la causa, cambiando «lesiones graves» por «intento de homicidio» y procesó a Sala como coautora del delito de «homicidio en el grado de tentativa calificado por precio o promesa remuneratoria», dando por cierta la declaración de Páez, supuestamente sin dar previo aviso a la defensa de la dirigente.
En septiembre de 2017, Fabián Ávila interpuso un habeas corpus, en el que denunció que el juez Pullen Llermanos lo había instigado a denunciar a Sala a cambio de otorgarle la libertad; por su parte, los dos abogados de la dirigente social presentaron una recusación contra el juez basada en esa denuncia, la cual fue recusada por Pullen Llermanos. Pese a que toda la causa contra Sala está basada en las declaraciones de Páez, quien había estado prófugo durante muchos años y estaba preso en el momento de sus declaraciones, en octubre de 2017, el mismo juez sancionó con multas a los dos abogados, alegando que lo habían hecho de forma «maliciosa» ya que Ávila estaba en ese momento preso y había estado algunos meses prófugo.
En diciembre de 2018 el Tribunal Criminal 2 de Jujuy absolvió a Milagro Sala por esta causa también conocida como “Balacera de Azopardo", en la que la Fiscalía solicitaba una pena de 12 años de prisión.

#### Acusación por asociación ilícita, fraude a la administración pública y extorsión
El 18 de enero de 2016, mientras Sala se encontraba detenida, el Gobierno jujeño la acusó de liderar una organización ilícita constituida por cooperativas que se habría apropiado de dinero que debería haberse utilizado en obras que no fueron ejecutadas. Los fiscales del Estado acusaron a Sala de un «proceder plenamente intencional tendiente a apoderarse de dichos fondos y desviarlos». Sala fue acusada de «asociación ilícita agravada» y de cometer fraude y perjuicio contra la administración pública.
Los hechos que configuraron la investigación que se lleva a cabo en esta causa surgen de las advertencias sobre irregularidades que efectuó en el año 2010 la Auditoría General de la Nación.
El Grupo de Trabajo sobre Detención Arbitraria calificó de «sorprendente» que las personas que denunciaron los hechos en 2016 pero tenían conocimiento de los hechos desde 2010, y que resultaba «aún más asombroso» que una auditoría de la Auditoría General de la Nación tenga sus efectos legales y procesales seis años más tarde «justo en el contexto en el que la señora Milagro Sala participa en una protesta social pacífica, y días después de que un juez estuviera por determinar su excarcelación».
En enero de 2017 la causa fue elevada a juicio.
En enero de 2019 Sala fue condenada, en primera instancia, a 13 años de prisión, por el Tribunal en lo Criminal N°3 de Jujuy, por fraude a la administración pública y extorsión en concurso real por el desvío de fondos de $60.000.000 del estado destinados a la construcción de viviendas sociales. La defensa anunció que apelaría el fallo.

#### Inducción a cometer el delito de amenazas agravadas
El 25 de septiembre de 2016, una exintegrante de la Organización Barrial Túpac Amaru, Natalia Bazán, denunció que dos vecinos, Sebastián Sequeiros y Mónica Cerdas, la amenazaron de muerte por haber denunciado a Milagro Sala.
En febrero de 2017, el Ministerio Público de la Acusación imputó a Sala por el delito de «inducción a cometer el delito de amenazas agravadas» y a Sequeiros y Cerdas del delito de «amenazas agravadas».
El 30 de marzo Sala se presentó a la declaración indagatoria en la que presentó un escrito. Su abogado remarcó que la acusación es de cuando Milagro Sala «ya llevaba más de nueve meses privada de su libertad» y afirmó que «es muy difícil explicar técnicamente la acusación porque son ridículas las investigaciones que se están llevando adelante».
En la misma fecha (febrero de 2017), Sala también fue imputada por otras dos causas: una acusación de una exintegrante de la Organización Barrial Túpac Amaru, Marta del Valle Gaite, quien afirmó que dos hombres no identificados la habían amenazado de muerte en a su domicilio, y que le dijeron que «es un mensajito de la Flaca». También fue imputada por una acusación de que la vivienda de otra exintegrante de la Organización Barrial Túpac Amaru había sido apedreada.
Sala fue sobreseída en estas últimas dos causas el 17 de mayo de 2017.

### Detención domiciliaria y nuevos ingresos en la cárcel
En 2017, tras una visita de una delegación de la Comisión Interamericana de Derechos Humanos a Jujuy, donde se entrevistó con el gobernador Morales y con Sala en la cárcel, el día 28 de julio de 2017 el organismo emitió una medida cautelar en favor de Milagro Sala. En ella consideró que la señora Sala "estaría sometida a un régimen de vigilancia extremo y permanente" que le causaría una "profunda afectación psicológica", y solicitó al Estado argentino que "adopte las medidas necesarias para garantizar la vida e integridad de la señora Milagro Sala", y que se adopten "medidas alternativas a la detención preventiva, como el arresto domiciliario, o bien que la señora Milagro Sala pueda afrontar en libertad con medidas como la fiscalización electrónica".
Los jueces Mercau y Pullen Llermanos otorgaron la prisión domiciliaria a Milagro Sala, no en su domicilio familiar en San Salvador de Jujuy, sino en una vivienda a su nombre en las cercanías del dique La Ciénaga, en la localidad de El Carmen, que había sido completamente saqueada durante el tiempo que Sala había pasado en la cárcel y que estaba inhabitable.
La defensa de Milagro Sala declaró que la detención domiciliaria se debía hacer en el domicilio particular de Sala y no en cualquier propiedad, pero admitió el traslado afirmando que Sala "no puede pasar ni un minuto más dentro del penal".
Por su parte, Francisco Eguiguren, secretario general de la CIDH, declaró que lo resuelto por los jueces no es una detención domiciliaria, sino el cambio de una prisión a otra prisión.
El día 30 de agosto, finalmente, Milagro Sala fue trasladada a la casa de La Ciénaga, que había sido reacondicionada por voluntarios.
El ministro de Seguridad de la Provincia y los jueces dispusieron diversas medidas de detención que no existieron en ninguna otra detención domiciliaria en la Argentina, tales como un operativo de vigilancia permanente con fuerzas de la Policía provincial y Gendarmería Nacional, vigilancia permanente con cámaras de seguridad y un régimen de visitas idéntico al de la cárcel; también se agregó un alambrado de púas a la pared perimetral de la quinta.
Inmediatamente después del traslado, la defensa de Sala apeló las condiciones de detención domiciliaria.
En la madrugada del 14 de octubre de 2017, un operativo del Cuerpo Especial de Operaciones Policiales de la policía de Jujuy, acompañado por autos sin patente, irrumpió en la casa donde Sala permanecía detenida y la trasladó a la fuerza a la cárcel de Alto Comedero, descalza y en pijama. El juez ordenó no informar del traslado a la defensa, lo cual asegura la indefensión jurídica de la procesada.
El traslado fue ordenado por el juez oficialista
Pullén Llermanos, que hizo lugar a un reclamo de un fiscal que consideró que el otorgamiento de la prisión domiciliaria ―aún en condiciones excepcionalmente duras― resultaba «un auto contradictorio y violatorio del principio de igualdad de trato de los detenidos que se encuentran en prisión preventiva».
Posteriormente se informó que Pullén Llermanos le retiró a Milagro Sala el beneficio de prisión domiciliaria debido a que el día anterior no había concurrido a realizarse un estudio médico.
La defensa de Milagro Sala señaló que «tras la resolución de la Cámara de Apelaciones que dispuso la revocatoria de la detención domiciliaria, Pullen Llermanos perdió jurisdicción sobre el expediente vinculado a la medida cautelar dispuesta por la CIDH», afirmando por ello que Sala «está secuestrada». También cuestionó la orden de no notificar a la defensa ya que, al no haber personal en el juzgado durante el fin de semana largo, la misma no podrá tomar conocimiento de la fundamentación de la orden judicial hasta el día 17.
Sus abogados denunciaron además que se les impidió durante largo rato entrevistarse con Sala, y que cuando lo hicieron observaron que tenía hematomas en los brazos, producto de la violencia ejercida por la policía, hecho que repite denuncias anteriores, respecto de agresiones físicas sobre Milagro Sala y sus compañeras de la Túpac en la cárcel, donde algunas de ellas habrían sido golpeadas y hasta fracturadas.
En noviembre de 2017, la CIDH (Comisión Interamericana de Derechos Humanos) solicitó la intervención de la Corte Interamericana de Derechos Humanos debido al incumplimiento por parte del estado argentino de las medidas cautelares que habían llevado a la prisión domiciliaria de Milagro Sala.

La situación actual de Milagro Sala cumple con los requisitos de extrema gravedad, urgencia y riesgo de daño irreparable previstos en el artículo 63.2 de la Convención para el otorgamiento de medidas provisionales.
CIDH (Comisión Interamericana de Derechos Humanos),
2 de noviembre de 2017

Posteriormente, Sala fue nuevamente trasladada a la casa de La Ciénaga, hasta la noche del 7 de agosto de 2018, en que fue nuevamente trasladada a una cárcel ―el Complejo Penitenciario Federal III, en General Güemes (provincia de Salta)― por orden del mismo juez Pullen Llermanos, que no explicó en ningún momento las razones de este traslado, hecho en contra de los dictámenes de la Corte Interamericana de Derechos Humanos, del Grupo de Trabajo sobre Detención Arbitraria de la ONU y de la Corte Suprema.

### Pedido de indulto
En diciembre del año 2022, el presidente de la Nación Alberto Fernández declaró que no indultará a Milagro Sala porque la Constitución se “lo prohíbe”, y que solo podría suprimir penas en delitos federales. En enero de 2023, varios senadores, diputados, sindicatos y organismos de derechos humanos le reclamaron nuevamente al presidente Alberto Fernández que firme el indulto para la dirigente social.

## Reconocimientos
- 2010. Mención «Ocho de Marzo-Margarita de Ponce» a la construcción social y política, otorgada por la Unión de Mujeres de la Argentina.[123]
- 2010. Mención especial de los Premios Podestá.[124]
- Mención honorífica en la Universidad Nacional de Quilmes.[125]
- Premios Democracia, de la revista Caras y Caretas (Buenos Aires). Edición 2009.[126]
- Premio José María Aricó, de la Universidad Nacional de Córdoba, otorgado durante su encarcelamiento.[127]
- 2016. Premio Francisco Paco Urondo de la Facultad de Filosofía y Letras de la Universidad de Buenos Aires.[128]
- 2017. Orden Libertadores y Libertadoras, otorgada en segundo grado, por el presidente venezolano Nicolás Maduro.[129]

En el mes de agosto de 2016, las organizaciones estudiantiles
Miles (frente estudiantil del Encuentro Nacional Popular Latinoamericano),
la Juventud Universitaria Peronista de La Plata (integrada por La Cámpora),
el Movimiento Estudiantil Liberación (que en ese entonces formaba parte de Quebracho,
el Frente Universitario Megafón (facción estudiantil de Peronismo Militante) y
el Movimiento Universitario de Izquierda (brazo universitario del Partido Comunista),
conformaron una alianza de cara al congreso de la Federación Universitaria de La Plata, gremio que representa a los más de cien mil estudiantes de la UNLP (Universidad Nacional de La Plata), bajo el nombre de Frente Patriótico Milagro Sala, posicionándose como ganadores de la conducción de dicha federación.
Se impuso el nombre de Milagro Sala a una calle inaugurada en 2016 en el barrio Emerenciano de la ciudad de Resistencia (provincia de Chaco).
En 2016, los científicos argentinos Julián Petrulevicius y Pedro Gutiérrez le dieron el nombre de Tupacsala niunamenos a una especie de libélula encontrada en la provincia de La Rioja.
En 2017, el Consejo Superior de la Universidad Nacional de Lanús le otorgó el título de Profesora Honoraria.

## Milagro Sala en la cultura popular
En noviembre de 2016, el músico Peteco Carabajal (60) compuso una canción en homenaje a Milagro Sala titulada Libertad para Milagro. Parte de la letra dice:

Aquí,
Túpac Amaru sigue en pie,
mientras tu grito se guardó
tras las rejas que obligan silencio,
Ver luz, las injusticias piden luz,
tu puño en alto vengará
quinientos años de una cruz.

Milagro, hermana querida,
amor milenario, Milagro,
enciende tu fuego sagrado,
la lucha no acaba, Milagro.
Libertad para Milagro (fragmento)
Peteco Carabajal